# Rhagada perprima
Rhagada perprima är en snäckart som beskrevs av Tom Iredale 1939. Rhagada perprima ingår i släktet Rhagada och familjen Camaenidae. Inga underarter finns listade i Catalogue of Life.